# Cherbezatina latifrons
Cherbezatina latifrons är en skalbaggsart som beskrevs av Waterhouse 1882. Cherbezatina latifrons ingår i släktet Cherbezatina och familjen Melolonthidae. Inga underarter finns listade i Catalogue of Life.